# Net

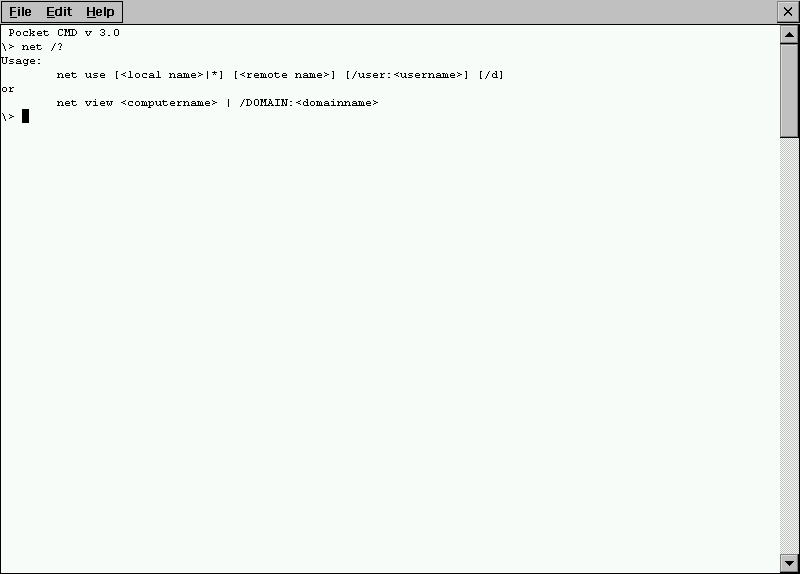
Polecenie Windows CE 3.0 net

net – polecenie systemu operacyjnego Microsoft Windows, i ReactOS (pochodzące z DOS) umożliwiające zarządzania i konfigurowania systemu operacyjnego z wiersza poleceń. Polecenie służy głównie do zarządzania zasobami sieciowymi. Jest również częścią programu IBM PC Network Program for DOS. Jest to zewnętrzne polecenie zaimplementowane jako net.exe.  W przypadku użycia w pliku wsadowym przełączniki /Ylub /N mogą służyć do bezwarunkowej odpowiedzi Tak lub Nie na pytania zwrócone przez polecenie. Polecenie netma kilka poleceń podrzędnych, które mogą się różnić w zależności od implementacji lub wersji systemu operacyjnego.
W systemach Windows CE .NET 4.2, Windows CE 5.0 i Windows Embedded CE 6.0, jest dostępne jako zewnętrzne polecenie przechowywane w \Windows\net.exe. Ta wersja obsługuje tylko polecenia podrzędne use i view.

## Użycie polecenia
Polecenie zwraca pomoc dot. listy pod poleceń. Składnia tego polecenia jest następująca:
```
NET
    [ ACCOUNTS | COMPUTER | CONFIG | CONTINUE | FILE | GROUP | HELP |
      HELPMSG | LOCALGROUP | PAUSE | SESSION | SHARE | START |
      STATISTICS | STOP | TIME | USE | USER | VIEW ]

```